# SpaceX CRS-7
SpaceX CRS-7, també coneguda com a SpX-7, va ser una missió del programa Commercial Resupply Service a l'Estació Espacial Internacional, contractat per la NASA, que va ser llançat i perdut el 28 de juny de 2015. Va ser desintegrat 139 segons de vol després del llançament de Cap Canaveral, just abans que la primera etapa anés a separar-se de la segona etapa. Va ser el novè vol per la nau espacial de subministrament no tripulada Dragon de SpaceX i la setena missió operacional de SpaceX contractada per la NASA sota un contracte de Commercial Resupply Services. El vehicle es va llançar en un coet Falcon 9 v1.1. Va ser el dinouè vol general del Falcon 9 i el catorzè vol amb les actualitzacions substancials d'aquest coet respecte els anteriors.